# Colli Euganei Pinot bianco spumante
Il Colli Euganei Pinot bianco spumante è un vino DOC la cui produzione è consentita nella provincia di Padova.

## Caratteristiche organolettiche
- colore: paglierino chiaro, talvolta con riflessi verdognoli
- odore: delicato, gradevole, caratteristico
- sapore: secco, talvolta abboccato

## Produzione
Provincia, stagione, volume in ettolitri
- nessun dato disponibile